# Trancecore
El Trancecore, como se puede deducir por su nombre, es la unión de la música Trance y Hardcore (Techno Hardcore), uno de cuyo máximos exponentes era Tellurian.
No hay que confundirlo con el Hardstyle, otra mezcla que recuerda a Trance y Hardcore pero en esta ocasión mucho más agresiva y cercana al Hardcore.
El Trancecore es otro subestilo en desuso como por ejemplo el Artcore.
El sello discográfico por excelencia fue Cenobite Record. No confundir con otro estilo de música Trancecore que ha surgido como subgénero del Metal.

## Artistas Destacados del Trancecore (Música Electrónica)
- Tellurian
- DJ Sharkey
- Trixxy
- Marc Smith
- DJ Energy
- DJ Fury
- Helix
- Tekno Dred
- Shanty
- Tazz
- Angerfist
- UFO
- Druid
- Miro
- Art Of Fighters
- The Viper
- Evil Activities
- Omar Santana
- Endymion

## Artistas Destacados del Trancecore (Bandas de Metal)
- Blood Stain Child

- Anoreksia
- Nice Trick
- Still Loves Julia
- Fail Emotions
- Snayk
- Escape The Day
- Silent Descent
- TimeCry
- Dying Diva
- Crossfaith
- Jamie's Elsewhere
- Bullets & Belvedere
- Casino Madrid
- Harp And Lyre

También se ha hecho presente otro subgénero similar:
POST-HARDCORE
- Asking Alexandria
- Eskimo Callboy
- Diving The Line
- Attack Attack!
- My Sky Your City
- A Day to Remember
- Helia(Banda)
- Silverstein
- Emanuel
- Chiodos
- Emarosa
- Escape The Fate
- In Fear And Faith
- I Explode Like
- Of Mice & Men
- Sienna Skies
- Confide
- House VS Hurracane
- My Ticket Home
- A Static Lullaby
- Enter Shikari
- A FAYLENE SKY
- A Skylit Drive
- The Used
- The Rose Will Decay
- Dying Diva
- The Devil Wears Prada (banda)
- Abandon all ships
- Pierce the veil
- Fear, and Loathing in Las Vegas
- Helia

Algunos artistas también practican algún otro tipo de Hardcore
- Datos: Q922865